# Буррели
Бу́ррели — город в северной Албании, в 91 километре от Тираны. Административный центр округа Мати.
Население города составляет 17 755 человек. Одним из выдающихся уроженцев города был Ахмет Зогу, король Албании с 1928 по 1939 года.
Впервые Буррели письменно упоминается в XV веке как место по пути каравана в восточном направлении от Адриатики. В 1937 году здесь проживало всего 400 человек. При коммунистическом режиме в Албании Буррели превратился в шахтёрский город, но сейчас почти все шахты закрыты.